# Sofie Lauwers
Sofie Lauwers (11 april 1991) is een Belgische atlete, die zich heeft gespecialiseerd in de middellange afstand, met name de 800 m.

## Loopbaan
In 2013 werd Lauwers tweemaal Belgisch kampioene op die afstand, zowel indoor als outdoor. Op 17 februari werd het kampioenschap beslecht te Gent. Ze werd laureate 800 m tijdens de Belgische indoorkampioenschappen met 2.10,77. Eerder had ze indoor zowel op de BK indoor in 2011 als op die van 2012 brons gehaald. Bij haar laatste outdoortitel tot heden, op de BK van 2013, liep ze ook haar besttijd van 2.09,01.
Op de indoorkampioenschappen 2014 verlengde ze haar Belgische titel en heeft ze haar persoonlijk record bijgesteld tot 2.08,62.
Sofie Lauwers studeerde geneeskunde aan de KU Leuven en is huisarts/sportarts in Ramsdonk, een deelgemeente van Kapelle-op-den-Bos.

## Belgische kampioenschappen
Outdoor
| Onderdeel | Jaar       |
| --------- | ---------- |
| 800 m     | 2013, 2016 |

Indoor
| Onderdeel | Jaar       |
| --------- | ---------- |
| 800 m     | 2013, 2014 |

## Persoonlijke records
Outdoor
| Onderdeel    | Prestatie | Datum       | Plaats    |
| ------------ | --------- | ----------- | --------- |
| 400 m        | 58,58 s   | 3 juli 2010 | Oordegem  |
| 800 m        | 2.07,77   | 31 mei 2014 | Oordegem  |
| 1500 m       | 4.37,28   | 23 mei 2015 | Oordegem  |
| 3000 m       | 10.21,09  | 9 mei 2015  | Gent      |
| 400 m horden | 61,71 s   | 10 mei 2014 | Huizingen |

Indoor
| Onderdeel | Prestatie | Datum            | Plaats |
| --------- | --------- | ---------------- | ------ |
| 400 m     | 59,59 s   | 26 december 2011 | Gent   |
| 800 m     | 2.08,62   | 15 februari 2014 | Gent   |

## Palmares

### 800 m
- 2011:  BK AC indoor – 2.13,85
- 2012:  BK AC indoor – 2.12,92
- 2012: 4e BK AC – 2.12,80
- 2013:  BK AC indoor – 2.10,77
- 2013:  BK AC – 2.09,01
- 2014:  BK AC indoor – 2.08,62
- 2014:  BK AC - 2.14,07
- 2015:  BK AC indoor – 2.17,16
- 2016:  BK AC - 2.11,49